# John Wooden Center
Das John Wooden Center ist ein Sporterholungszentrum der Universität von Kalifornien, Los Angeles (UCLA). John Wooden war der bekannteste Basketballtrainer, der an der UCLA gearbeitet hat. Als ein Zeichen der Anerkennung hat die Universität deshalb dem Zentrum seinen Namen verliehen.

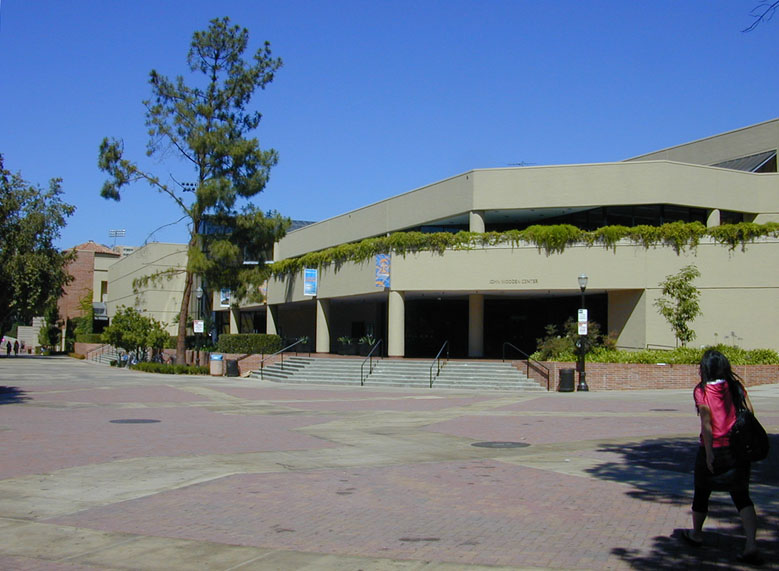
Das John Wooden Center im August 2008.

## Geschichte
Das John Wooden Center dient Studenten, Professoren und Mitarbeitern als Sport- und Erholungszentrum. Ebenso trainieren die UCLA Turn- und Volleyballmannschaften in dem Gebäude. Das Wooden Center wurde 1983 eröffnet und war 1984 der Trainingsort für die Athleten der Olympischen Spiele 1984 in Los Angeles. In der Lobby ist noch heute eine olympische Plakette als Erinnerung an die Spiele zu sehen. Das John Wooden Center erhielt vier Erweiterungen. Heute hat es 159,000 Quadratfuß, ungefähr 25000 mehr als 1983. Heute benutzen mehr als 60,000 Leute täglich das Center. Tanzmannschaften, Sportmannschaften, Kampfkünstler, Tanzklassen und Sportklassen treffen sich im John Wooden Center. Besondere Klassen können ebenso besucht werden, zum Beispiel in Bauchtanzen und Kendo. Die große Mehrheit der Angestellten des Centers sind Studenten der UCLA.

## Lage
Das Wooden Center liegt im Campuszentrum, an einer Ecke der „Bruin Plaza.“ Es steht in der Nähe vom Arthur Ashe Center, dem Gesundheitszentrum, das nach dem Tennisspieler Arthur Ashe benannt wurde. Ein zugehöriger Fußballplatz befindet sich hinter dem Wooden Center. Vor dem Wooden Center steht außerdem die Bärenskulptur, ein Wahrzeichen der UCLA. Während der Umbauarbeiten am Pauley Pavillon, spielten die UCLA-Mannschaften im Collins Court des Wooden Centers.
Zur Benutzung muss man ein Uni-Student sein oder eine Centermitgliedschaft per „Bruincard“ besitzen.

## Anlagen
- 3 Hallen für Basketball, Volleyball und Badminton, sowie Gymnastik
- eine Basketball-Sporthalle mit Sitzplätzen für 2.000 Personen
- Krafttrainingsgeräte, Laufbänder, ein Outdoor-Sport Konditionierungbereich
- 4 Ateliers für Kampfkünste und Tanzen, drei mit Spiegeln und Holzböden und eines mit gepolsterten Matten
- Racquetball, Handball und Squash Plätze
- Ein Spielraum mit Tischen und Stühlen für Kartenspiele und Brettspiele
- Eine Felswand mit  Aufstiegen und fünfzehn Seilen
- Eine Fahrrad-Coop, wo man Werkzeuge benutzen kann und Fahrradteile kaufen kann

Koordinaten: 34° 4′ 17″ N, 118° 26′ 43″ W